# Mammillaria huitzilopochtli
Mammillaria huitzilopochtli là một loài thực vật có hoa trong họ Cactaceae. Loài này được D.R. Hunt mô tả khoa học đầu tiên năm 1979.

## Liên kết ngoài

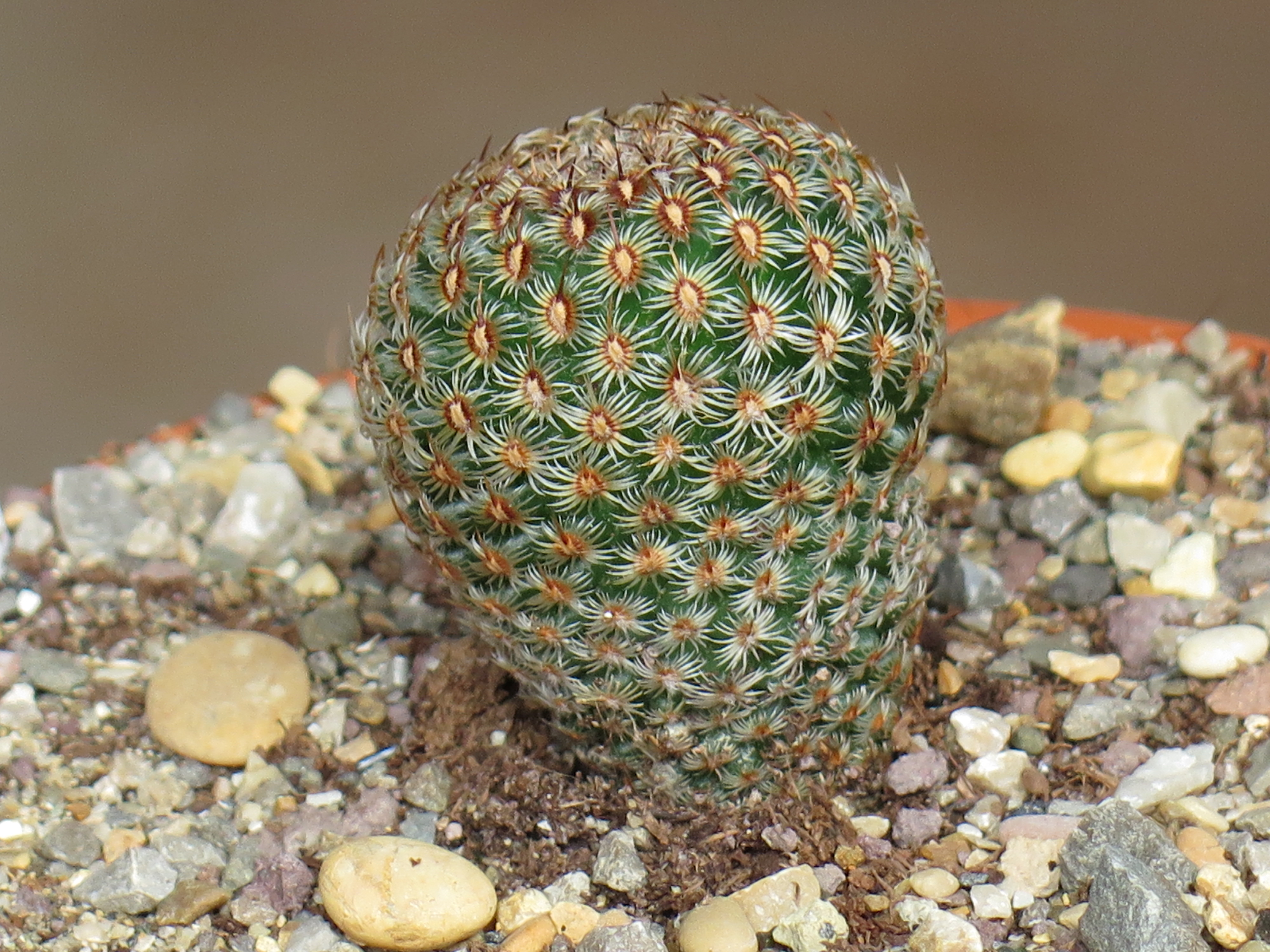
Mammillaria huitzilopochtu L066